# Sandhurst
Sandhurst – miasteczko i civil parish w Anglii, w hrabstwie Berkshire, w dystrykcie (unitary authority) Bracknell Forest. W 2011 roku civil parish liczyła 20 641 mieszkańców. Jest siedzibą akademii wojskowej Royal Military Academy Sandhurst.